# George Stibitz
George Robert Stibitz (York (Pennsylvania), 20 april 1904 – Hanover (New Hampshire), 31 januari 1995) was een Amerikaans wiskundige en pionier op het gebied van de moderne digitale computer.

## Biografie
Stibitz werd geboren in York als zoon van George Stibitz, professor in de theologie, en de wiskundelerares Mildred Amelia Murphy. Hij had een broer, Earle, en twee zussen, Mildred en Eleanor. Hij bracht zijn jeugd door in Dayton, Ohio, waar zijn vader les gaf op een lokale school. Later studeerde hij aan de Denison-universiteit in Granville en het Union-college in Schenectady. Na het behalen van zijn mastergraad in 1927 was als technicus werkzaam op het onderzoekslaboratorium van General Electric in Schenectady. Het jaar erop ging hij naar de Cornell-universiteit, alwaar hij in 1930 promoveerde in de mathematische fysica.
Stibitz eerste baan na zijn promotie was als onderzoekswiskundige bij de Bell Telephone Laboratories in New York, het onderzoekscentrum van AT&T. Zijn taak was nieuwe manieren te vinden om de steeds ingewikkelder berekeningen aan te pakken waar het telefoniebedrijf mee te maken kreeg. De enige instrumenten die toen beschikbaar waren om deze complexe berekeningen uit te voeren waren mechanische bureau-rekenmachines. In november 1937 knutselde Stibitz, met behulp van oude relais, gewone gloeilampen en schakelaars, thuis  een rekenmachine in elkaar die twee binaire getallen kon optellen. Hij noemde het apparaat het K-model, met de K van keukentafel, het spreekwoordelijke meubel waarop de machine tot stand kwam. Zijn zelfgebouwde rekenmachine vormde de basis van de in 1940 voltooide Complex Number Calculator die kon rekenen met complexe getallen. Deze werkte al met de nog naar hem vernoemde Stibitz-code.
Van 1941 tot 1945 diende Stibitz in het leger voor de National Defense Committee. Na de oorlog besloot hij om niet terug te keren naar Bell Labs maar een wetenschappelijke academische carrière te beginnen. Van 1945 tot 1954 werkte hij als zelfstandig consultant in Burlington waar hij een vroege voorloper van een elektronische digitale minicomputer ontwikkelde. Later was hij werkzaam aan het Dartmouth College waar hij computertechnieken toepaste op verschillende takken van de biogeneeskunde. In 1966 werd hij er benoemd tot gewoon hoogleraar en in 1970 tot hoogleraar emeritus.